# Ophiomusium altum
Ophiomusium altum är en ormstjärneart som beskrevs av Jean Baptiste François René Koehler 1904. Ophiomusium altum ingår i släktet Ophiomusium och familjen Ophiolepididae. Inga underarter finns listade i Catalogue of Life.